# Ravindra Prabhat
Ravindra Kumar Chaubey, que signa Ravindra Prabhat (en hindi: रवीन्द्र प्रभात) (Sitamarhi, Bihar, 5 d'abril del 1969) és un novelista, periodista, poeta i narrador indi en llengua hindi. També ha fet d'editor i de guionista.